# César De Paepe
César De Paepe (Oostende, 12 juli 1841 - Cannes, 19 december 1890) was een Belgisch arts, socioloog, vrijzinnige en socialistisch politicus. Hij wordt beschouwd als een van de pioniers van het Belgische socialisme.

## Biografie
De Paepe deed zijn humaniora aan het Sint-Michielscollege te Brussel en ging daarna rechten studeren aan de Université Libre de Bruxelles. Door het overlijden van zijn vader diende De Paepe zijn studies stop te zetten na zijn kandidaatsjaren en werd typograaf. Na een aantal jaar kon hij zijn studies hervatten en hij ging geneeskunde studeren aan de ULB.
César De Paepe werd arts te Brussel en had er veel arme patiënten. Vanaf zijn jeugd was hij reeds een aanhanger van de anarchistische denker Pierre-Joseph Proudhon. De Paepe bleef als arts actief maar ging een steeds grotere rol spelen in het opkomende socialisme. In 1860 richtte hij de Brusselse socialistische vereniging Le Peuple - Association de la démocratie militante op. Vanaf 1863 verklaarde hij zich een collectivistische anarchist die zich sterk afzette tegen het kapitalisme. Vanaf de oprichting van de Eerste Internationale vertegenwoordigde De Paepe Le Peuple op de congressen waar hij een van de leiders was. Le Peuple werd in 1865 de Belgische afdeling van de Eerste Internationale.
De Paepe evolueerde mettertijd meer in de richting van de standpunten van Karl Marx zonder Proudhon te verloochenen. De Paepe trachtte de anarchisten en de marxisten te verzoenen maar raakte geïsoleerd. De Eerste Internationale werd door de tegenstellingen tussen beiden in 1876 ontbonden.
In 1877 stichtte César De Paepe samen met Louis Bertrand de Brabantse Socialistische Partij. Twee jaar later trachtte De Paepe de Belgische anarchisten en marxisten te verenigen in de Parti Socialiste Belge maar deze poging mislukte. Het zou nog tot 1885 duren vooraleer de socialisten verenigd werden in de Belgische Werkliedenpartij, waarvan de naam door De Paepe werd voorgesteld.
De Paepe was Vlaamsgezind en streed voor de vernederlandsing van het gerecht en het onderwijs. Op het einde van zijn leven streed hij nog voor de invoering van het algemeen stemrecht. De oorzaak van miserie voor de Vlaamse arbeider zocht hij deels in de scheiding der Nederlanden in 1830, hierom was hij ook voorstander van een Belgisch-Nederlandse federatie. Men kan hem dus Heel-Nederlandsgezind noemen.
In 1887 richtte De Paepe de eerste vrijzinnige verpleegschool van België op.
De Paepe trok zich persoonlijk het lot van arme en zieke mensen aan. Zo bekommerde hij zich om de agitator en toneelschrijver Jacob Kats, die in zijn armen stierf.
De Paepe stierf op 49-jarige leeftijd aan tuberculose. Hij ligt begraven op het kerkhof van Brussel te Evere. Een Brussels ziekenhuis is naar hem vernoemd en in Sint-Gillis is een straat naar hem vernoemd.

## Publicaties
- De l'organisation des services publics dans la société future: Réponse aux critiques, Brussel, 1874.
- Over de ziekten de schoenmakers eigen, in: De Werker, 1875.
- Le Mouvement Flamand, in: Le Socialisme Progressif, 1878.
- Manifeste du Parti socialiste brabançon, 1879.
- De l'excès de travail et de l'insuffisance de l'alimentation dans la classe ouvrière, 1880.
- L'hygiène des habitations, 1888.
- Quelques considérations sur le mouvement flamand, in: L'Avenir social, 1897.